# 歐飄魚
歐飄魚（學名：Pelecus cultratus），為輻鰭魚綱鯉形目雅羅魚科歐飄魚屬的一個種，分布於歐亞大陸黑海、裏海和鹹海、波羅的海沿岸從維斯瓦河到涅瓦河流域、瑞典南部和芬蘭的拉多加湖和奧涅加湖流域，本魚體如巨大的鯡魚，腹部有一條龍骨，從側面看是彎曲的，而背部幾乎是直的，口鼻上翹，側線呈波浪狀，胸鰭長而尖，體色銀白色，魚鰭透明。棲息在河川下游淺灘半鹹水、淡水水域，以浮游動物、甲殼類、小魚和昆蟲為食。在五月和六月繁殖，成魚會逆流而上尋找合適的開闊水域，卵漂浮在河流中，隨水流漂流，大約三到四天後它們就會孵化，產卵後，成魚返回河口覓食，可作為食用魚。